# Hydromantes shastae
Hydromantes shastae é um anfíbio caudado da família Plethodontidae, endémico da Califórnia.
O seu estado de conservação é considerado vulnerável pela UICN pois é apenas conhecida em poucos locais, embora as suas populações sejam consideradas estáveis. 
O seu habitat inclui florestas de Pinus sabinianus ou de Pseudotsuga e também de Pinus jeffreyi e Pinus ponderosa em localidades mais elevadas. Indivíduos são normalmente encontrados em fissuras ou cavernas de afloramentos de calcário ou debaixo de troncos ou pedregulhos.